# Srbův mlýn
Srbův mlýn (též Žáčkův mlýn) je vodní mlýn na řece Blanici v obci Ctiboř.

## Historie
V roce 1930 byl majitelem mlýna Antonín Srb. Působení mlynáře Žáčka není časově vymezeno.
V roce 1975 byla v areálu mlýna zbudována lávka přes řeku Blanici.

## Architektura
Mlýnice a obytná část jsou spojeny v jednom objektu – zděné jednopatrové historizující budově. Spolu s dalšími hospodářskými budovami vytvářejí podlouhlý dvůr otevřený směrem k řece Blanici. Dvůr byl původně průjezdný, aktuálně (2021) je ale mlýn pro veřejnost uzavřen a turistická značka jej obchází.
V roce 2012 v době opravy silnice Divišov – Ctiboř – Vlašim byl areál dvora dočasně zprůjezdněn jako součást objížďky pro osobní vozidla.
V areálu mlýna je zbudována malá vodní elektrárna.